# 岩見哲夫
岩見 哲夫（いわみ てつお、1956年 - ）は、日本の生物学者。東京家政学院大学教授・副学長、東京都葛西臨海水族園運営委員会委員、第34次南極地域観測隊隊員。

## 経歴
- 1975年 筑波大学第2学群生物学類入学
- 1979年 筑波大学生物科学研究科・生物学専攻博士課程入学
- 1984年 筑波大学理学博士、日本学術振興会奨励研究員
- 1985年 東京家政学院大学家政学部助手
- 1988年 東京家政学院大学家政学部講師
- 1992年 東京家政学院大学家政学部助教授
- 1992年 第34次南極地域観測隊隊員(1992-1993)
- 1994年 埼玉大学 非常勤講師
- 1998年 東京海洋大学 非常勤講師
- 2000年 筑波大学大学院 非常勤講師
- 2004年 東京家政学院大学家政学部教授
- 2005年 東京学芸大学非常勤講師
- 2009年 東京家政学院大学副学長

## 学位
筑波大学博士（理学）(1984)

## 専門分野
- 動物系統分類学、魚類分類・生態学、資源生物学

## 主な研究課題
- 南極海域に優占するナンキョクカジカ亜目魚類の系統分類学的研究
- 南極海沿岸域に生息する魚類の繁殖生態および行動に関する研究
- ナンキョクオキアミ群集に随伴する魚類の資源生態学的研究
- 相模湾アマモ場生物群集および流れ藻生物群集の生態学的研究
- 魚類の鼻腔形成に関する組織学的研究

## 著作
- カブトガニの生物学．サイエンスハウス（1988）
- Fishes of the Southern Ocean．JLB SmithInst．Ichthyol．J.L.B.スミス魚類研究所（分担・1990）
- NEO図鑑シリーズ・魚類．小学館（分担・2003）

## 主な論文
1. コオリウオ科魚類の骨学および系統関係、国立極地研究所メモア.シリーズE. （1985）
2. 極域に生息する魚類にみられる寒冷適応。オーガン・バイオロジー(日本臓器保存生物医学会) （1996）
3. 南極海域の魚類、海洋 （1990）
4. 昭和基地周辺で採集された魚類のリストおよび検索表、南極資料（1983）
5. 南極海南シェトランド諸島周辺における底生性魚類の夏期摂餌生態 （1997）
6. 南極海域に生息する魚類の適応・進化、海洋と生物 （1998）
7. ナンキョクカジカ科7種の網膜にみられたUV-感受性と思われる視細胞 （2001） 24 / 628-632
8. 南極海およびその周辺海域より報告のある魚類の標準和名のリストならびに新和名の提唱、遠洋水産研究所研究報告（2001）
9. ナンキョクオキアミ漁業で観察される魚類の種類判別の手引き, 水産庁・海洋水産資源開発センター（2003）
10. Topography of the cephalic sensory canal system of the family Channichthyidae (Perciformes, Notothenioidei).Polar Biosci.（1999）
11. "Accessory corner cones" as putative UV-sensitive photoreceptors in the retinas of seven adult nototheniid fishes.Polar Biology（2001）
12. Phylogenetic analysis of Antarctic notothenioid fishes based on two-dimensional gel electrophoresis.Polar Biology（2002）
13. Retinal topography of ganglion cells and putative UV-sensitive cones in two Antarctic tishes:Pagothenia borchgrecink:and Trematonucs bernacchii(No to the niidae) Zoological Sci. （2002）
14. Taxonomic studies of the Antarctic icefish genus Cryodraco Dollo, 1900 (Notothenioidei: Channichthyidae).Polar Biology（2002）
15. Ecological studies on the community of drifting seaweeds in the south-eastern coastal waters of Izu Peninsula, central Japan. II:Seasonal changes in plants showing maximum stipe length in drifting seaweed communities Phycological Res,（2003）
16. Comparative morphology of the adductor mandibulae musculature of notothenioid fishes (Pisces, Perciformes).Antarctic Sci.（2004）

## 所属学会
日本動物学会、日本魚類学会、日本水産学会、日本動物分類学会、日本進化学会、 アメリカ魚類爬虫類学会(American Society of Ichthyologists and Herpetologists)

## 参考資料
- 東京家政学院大学ホームページ
- 科学技術振興機構 研究開発支援総合ディレクトリ(ReaD)